# Ройтбурд, Александр Анатольевич
Александр Анатольевич Ройтбурд (укр. Олександр Анатолійович Ройтбурд; 14 октября 1961, Одесса — 8 августа 2021, Киев) — советский и украинский художник, депутат Одесского областного совета, директор Одесского художественного музея.

## Биография
Александр Ройтбурд родился в Одессе 14 октября 1961 года. В 1983 году окончил художественно-графический факультет Одесского педагогического института.
В 1993 году выступил сооснователем ассоциации «Новое искусство» (Одесса). С 1993 года работал в ней арт-директором, с 1999 по 2001 год — президентом. Работал директором Галереи Марата Гельмана в Киеве. Жил и работал в Киеве и Одессе.
Участник конгресса «Украина — Россия: диалог», прошедшего 24-25 апреля 2014 года в Киеве.
Персональные выставки на Украине, в США, в России.
Член Совета по вопросам развития Национального культурно-художественного и музейного комплекса «Мистецький арсенал».
Умер от онкологического заболевания и осложнений после коронавирусной болезни, которую перенес весной.

### Работа в Одесском художественном музее
19 марта 2018 года Ройтбурда назначили директором Одесского художественного музея. Назначение директором на пять лет вызвало массовые протесты, и в итоге 4 сентября 2019 года Одесский областной совет досрочно уволил Ройтбурда. 10 февраля 2020 года Одесский Приморский районный суд признал увольнение незаконным, но уже 28 мая Одесский апелляционный суд отменил решение о признании увольнения незаконным. Затем Ройтбурд подал запрос в Верховный суд Украины, который на следующий 2021 год принял решение, что  увольнение было незаконным.

### Политическая позиция
Участник Евромайдана. В 2014 году после Майдана заявлял, что антисемитизм Партии «Свобода» остался в прошлом, но уже через три года Евромайдана назвал её фашистской с краеугольным камнем идеологии — антисемитизмом. 2 мая 2014 года, когда в Доме профсоюзов были убиты 48 человек, написал в одной из социальных сетей, что среди погибших ни одного одессита, что оказалось дезинформацией, а через 3 года после событий назвал 2 мая Днём Победы, а не скорби.
В июле 2018 поддержал открытое письмо украинских деятелей культуры к заключенному в России украинскому режиссёру Олегу Сенцову.

## Работы находятся в собраниях
- Галерея современного искусства NT-Art
- Государственная Третьяковская галерея, Москва
- Государственный Русский музей, Санкт-Петербург
- PinchukArtCentre, Киев
- МоМА, Нью-Йорк
- Художественный музей университета Дюка, Дюрем, США
- Модерна галериа, Любляна, Словения

## Персональные выставки
- 1985 — Выставка в галерее М. Г. Жарковой, Одесса
- 1990 — «Персональная выставка». Галерея М. Гельмана, Москва
- 1991 — «Классики и современники». ЦСИ, Москва
- 1993 — «…в белом». Галерея «Школа», Центр Современного искусства, Москва
- 1993 — «…дамы…». Галерея М. Гельмана, Москва
- 1993 — «Портрет…». Галерея 1.0, Москва
- 1993 — «Лежащая обнаженная». Персональный портрет в ЦСИ, Одесса
- 1995 — «Персональная выставка». Галерея Планк-арт, Киев
- 2001 — «Распятый Будда». Музей культурного наследия (куратор Константин Дорошенко), Киев
- 2013 — «Мантру геть!», Майдан Незалежности
- 2015 — «Ройтбурд вариации», Одесский музей западного и восточного искусства, в рамках I Международного музыкального фестиваля Odessa Classics